# Hong Kong en los Juegos Olímpicos de Tokio 2020
Hong Kong estuvo representado en los Juegos Olímpicos de Tokio 2020 por un total de 43 deportistas, 26 mujeres y 17 hombres, que compitieron en 13 deportes.
Los portadores de la bandera en la ceremonia de apertura fueron el esgrimodor Cheung Ka Long y la jugadora de bádminton Tse Ying Suet.

## Medallistas
El equipo olímpico hongkonés obtuvo las siguientes medallas:
| Nombre                                      | Deporte           | Competición            |
| ------------------------------------------- | ----------------- | ---------------------- |
| Oro                                         |                   |                        |
| Cheung Ka-Long                              | Esgrima           | Florete individual M   |
| Plata                                       |                   |                        |
| Siobhan Haughey                             | Natación          | 50 m libre F           |
| Siobhan Haughey                             | Natación          | 100 m libre F          |
| Bronce                                      |                   |                        |
| Lee Wai Sze                                 | Ciclismo en pista | Velocidad individual F |
| Grace Lau                                   | Karate            | Kata F                 |
| Doo Hoi Kem Lee Ho Ching Minnie Soo Wai Yam | Tenis de mesa     | Equipo F               |